# 14. oklepni konjeniški polk (ZDA)
Za druge 14. polke glejte 14. polk.
14. oklepni konjeniški polk (izvirno angleško 14th Cavalry Regiment) je eden izmed konjeniških polkov Kopenske vojske ZDA.

## Odlikovanja
- Predsedniška omemba enote